# Eva Kiedroňová
Eva Kiedroňová (* 13. července 1963 Třinec) je autorkou odborných publikací s metodou vzdělávání rodičů v rodičovství v oblasti péče o dítě a jeho přirozeného psychomotorického vývoje do 1 roku; autorka metodiky manipulace s dítětem a péče o něj, otužování, masáží, cvičení a plavání s kojenci, batolaty a předškoláky. Také podniká v oblasti cvičení a plavání s dětmi.

## Pracovní kariéra
Eva Kiedroňová je původním povoláním dětská rehabilitační sestra, věnovala se závodně plavání a vodnímu záchranářství. Od roku 1989 organizuje kurzy správné manipulace s malými dětmi, poradny o psychomotorickém vývoji dítěte, cvičení a plavání s novorozenci, kojenci a batolaty, masáže kojenců a otužování dětí od narození. Usiluje o rozvoj vzdělávání odborníků a rodičů v oblasti vývoje dítěte a péče o dítě v souladu s jeho potřebami, náladou a psychomotorickou vyspělostí.
V roce 1985 jako první v Československu začala rozvíjet a propagovat myšlenku plavání kojenců a další aktivity pro rodiny s nejmenšími dětmi. V roce 1988 navázala spolupráci s MUDr. Ivou Malou (specialistkou na psychomotorický vývoj dítěte). V roce 1989 založila Baby club Kenny v Třinci (zaměřený na plavání kojenců a batolat). Tímto způsobem se Třinec stal prvním městem v Československu, kde začalo plavání s kojenci.
V letech 1988–1995 postupně organizovala a zaváděla se svým týmem instruktorů kojenecké plavání ve čtyřiceti dvou městech v České republice a třech městech ve Slovenské republice. Metodika Evy Kiedroňové ovlivnila způsob organizace výuky plavání kojenců i v jiných dětských klubech.
V roce 2005 vybudovala první vlastní centrum pro plavání kojenců, batolat a předškoláků v Třinci pod názvem Přístav dětství. V roce 2013 založila Českou asociaci instruktorů psychomotorických aktivit kojenců, batolat a předškoláků, o. s. (ČAIPA), která v roce 2014 zorganizovala 1. mezinárodní konferenci na téma: Význam a způsob plavání kojenců a batolat v jednotlivých zemích, které se zúčastnili zástupci z jednadvaceti zemí celého světa.
V roce 2013 otevřela Institut vzdělávání Evy Kiedroňové, z.s, jehož cílem je věnovat se vzdělávání rodičů i odborníků v oblastech péče o dítě.
Je propagátorkou vzdělávání rodičů v rodičovství kombinací přednášek, prožitkových programů, internetových kurzů i publikací. Stejným způsobem se také zaměřila na vzdělávání odborníků v mnoha zemích světa.

### Vzdělání
- Střední zdravotnická škola v oboru dětská sestra v Novém Jičíně
- Nástavbové studium v oboru Fyzioterapeut v Ostravě

## Hlavní myšlenky
- „Na dobrém začátku závisí všecko.“ – J.A.Komenský
- „Na všechno, co lidstvo dělá, jsou školy a kurzy, ale na to nejdůležitější poslání, kterým je rodičovství, školy neexistují.“

Eva Kiedroňová je přesvědčena, že rodičovství je nejdůležitější poslání v životě lidí, na které by mělo vzniknout seriózní vzdělávání. Cit a intuice jsou nezbytné, ale rodič by měl také aktivně sbírat informace, aby neopakoval stále opakující se omyly. Rodiče by měli nejdříve chápat situaci dítěte, znát jeho potřeby i omezení a seznámit se s ověřenými technikami péče o dítě.
- "Každé dítě umí především to, co mělo možnost sledovat a trénovat po vzoru svých rodičů."

Tvrdí, že dítě se nebude chovat tak, jak chceme nebo jak po něm neustále vyžadujeme, ale bude dělat přesně to, co sleduje a vnímá od svých rodičů, kteří se o něj pravidelně starají. Na základě dlouholetých zkušenosti tvrdí, že např. pokud se dítě bojí vody, je to velmi často proto, že u rodičů vidělo především obavy a strach z vody a naopak.

## Metodika Evy Kiedroňové
Metodika Evy Kiedroňové se opírá o péči a vzor rodičů jako výchovný faktor.
Její metody se týkají zejména:
- správné manipulace s dítětem,
- stimulace psychomotorického vývoje dítěte do jednoho roku,
- plavání kojenců, batolat a předškoláků,
- cvičení s kojenci a batolaty,
- otužování a masáže kojenců.

Metody Evy Kiedroňové jsou zaměřeny na péči a stimulaci dítěte ale také na hry, cvičení, plavání, otužování a masáže dětí především do 3 let, které považuje za nejdůležitější období v životě člověka.
Metoda je určena především pro nastávající rodiče a rodiče prvorozených dětí a také odborníky, kteří se věnují péči o nejmenší děti, jejich vývoji nebo volnočasovým aktivitám pro rodiče s dětmi do jednoho roku.
Cílem této metody je podpořit zdravý, správný psychomotorický vývoj (rozvoj jemné i hrubé motoriky, řeči, socializace, rozumového vývoje apod.) a celkové prospívání dítěte v raném věku, a to v rámci pravidelné péče o ně v průběhu celého dne vlastními rodiči. Obsahem jednotlivých metod je přesný popis úchopů, přehmatů a postupů při práci s dítětem v jednotlivých oblastech v souladu s jeho potřebami, náladou i psychomotorickou vyspělostí. Pro lepší komunikaci dala jednotlivým úchopům název. U každého úchopu i činnosti popsala význam správného způsobu provedení a upozornila na nejčastější chyby i jejich následky.
V roce 1993 na mezinárodním kongresu vodních aktivit v Buenos Aires v Argentině její metodika „plavání“ kojenců a batolat získala ocenění jako nejpropracovanější metodika na světě.
Eva Kiedroňová se podílí také na designu některého zboží, které prodává na svém e-shopu, jako např. dřevěnou hrazdičku pro děti. Nejznámějším produktem jsou ale péřové zavinovačky pro děti, související s její metodikou péče o dítě. Pokládání novorozence do pelíšku z péřové peřinky a polštářku považuje za velmi důležité, protože pomáhá dítěti nalézt stabilní symetrickou polohu vleže na celých zádech s těžištěm mezi lopatkami a redukuje tendenci dítěte k záklonům, způsobenou vlivem zvýšeného napětí zádových svalů po porodu. Tato stabilní poloha na zádech je jednak nezbytná pro možnost odpočinku a později je dítěti základem pro další pohybový vývoj.
Autorka také často varuje před nešvary, kterých se nezkušení rodiče často dopouštějí. Především nedoporučuje předčasné posazování a nošení kojence ve svislých polohách. Poměrně velká hlava vzhledem k tělu je nedostatečně podpořena, protože posturální svaly nejsou dovyvinuté (ty je třeba trénovat postupně z polohy na zádech přes bok, břicho a lezení až k samostatnému sedu). Rodiče by měli také vědět o zvýšeném napětí v oblasti zádových svalů a tendenci dítěte k zapažování a záklonům. Přehlížení těchto rizik může mít za následek přetížení části pohybového aparátu a pozdější komplikace (například blokády páteře nebo skoliózy). Tyto potíže tradičně řeší fyzioterapeuti a lékaři, ale podle autorky je to často zbytečné, když informovaný rodič může těmto problémům předejít respektováním možností dítěte.

## Publikační činnost

### Publikace
- Jak se rodí vodníčci (1991) – kniha a film, vydalo nakladatelství Salvo
- Otužování nejmenších (1992) - brožura
- Něžná náruč rodičů Archivováno 4. 3. 2016 na Wayback Machine. (2004) – kniha, plakát a DVD, vydalo nakladatelství Grada, ISBN 80-247-1210-5[9]
- Rozvíjej se, děťátko ... Archivováno 30. 9. 2015 na Wayback Machine. (2010) – kniha, brožura a plakát, vydalo nakladatelství Grada, ISBN 978-80-247-3744-7
- Jak se rodí vodníčci, 1. díl Archivováno 30. 9. 2015 na Wayback Machine. (2012) – kniha, brožura a DVD, vydalo nakladatelství Grada, ISBN 978-80-247-4667-8

2014–2015 - v souladu s těmito publikacemi natočila soubor filmů Šťastné dítě. Jedná se o internetové vzdělávací kurzy v oblasti Péče o dítě a Vývoje dítěte.

### Webináře a živá vysílání
- Než se narodí (2020) – vysílání zaměřené pro nastávající rodiče.
- Turné online (2020) – speciálně natočené videa pro rodiče v době pandemie covidu-19.
- Průvodce rodičovstvím (2021) - přetočené turné online.